# 47649 Susanbrew
47649 Susanbrew è un asteroide della fascia principale. Scoperto nel 2000, presenta un'orbita caratterizzata da un semiasse maggiore pari a 3,0609712 au e da un'eccentricità di 0,0882992, inclinata di 10,48216° rispetto all'eclittica.
L'asteroide è dedicato alla scienziata statunitense Susan Brew.